# Подрыв пешечной цепи
Подрыв пешечной цепи — тактический приём в позиционной игре; имеет целью ослабление или разрушение пешечной цепи соперника. Своевременный подрыв может ослабить позицию соперника, резко  
изменить характер шахматной борьбы. Показательна партия И. Кан — И. Болеславскийт (20-й чемпионат СССР, 1952).
|   | a | b | c | d | e | f | g | h |   |
| - | --- | --- | --- | --- | --- | --- | --- | --- | - |
| 8 | a8 чёрная ладья · c8 чёрный слон · e8 чёрная ладья · g8 чёрный король · b7 чёрная пешка · e7 чёрный ферзь · f7 чёрная пешка · g7 чёрный слон · h7 чёрная пешка · c6 чёрная пешка · d6 чёрная пешка · g6 чёрная пешка · a5 чёрная пешка · c5 чёрный конь · e5 чёрный конь · c4 белая пешка · d4 белый конь · e4 белая пешка · g4 белая пешка · b3 белая пешка · c3 белый конь · f3 белая пешка · h3 белая пешка · a2 белая пешка · c2 белый ферзь · g2 белый слон · b1 белая ладья · c1 белый слон · d1 белая ладья · g1 белый король | a8 чёрная ладья · c8 чёрный слон · e8 чёрная ладья · g8 чёрный король · b7 чёрная пешка · e7 чёрный ферзь · f7 чёрная пешка · g7 чёрный слон · h7 чёрная пешка · c6 чёрная пешка · d6 чёрная пешка · g6 чёрная пешка · a5 чёрная пешка · c5 чёрный конь · e5 чёрный конь · c4 белая пешка · d4 белый конь · e4 белая пешка · g4 белая пешка · b3 белая пешка · c3 белый конь · f3 белая пешка · h3 белая пешка · a2 белая пешка · c2 белый ферзь · g2 белый слон · b1 белая ладья · c1 белый слон · d1 белая ладья · g1 белый король | a8 чёрная ладья · c8 чёрный слон · e8 чёрная ладья · g8 чёрный король · b7 чёрная пешка · e7 чёрный ферзь · f7 чёрная пешка · g7 чёрный слон · h7 чёрная пешка · c6 чёрная пешка · d6 чёрная пешка · g6 чёрная пешка · a5 чёрная пешка · c5 чёрный конь · e5 чёрный конь · c4 белая пешка · d4 белый конь · e4 белая пешка · g4 белая пешка · b3 белая пешка · c3 белый конь · f3 белая пешка · h3 белая пешка · a2 белая пешка · c2 белый ферзь · g2 белый слон · b1 белая ладья · c1 белый слон · d1 белая ладья · g1 белый король | a8 чёрная ладья · c8 чёрный слон · e8 чёрная ладья · g8 чёрный король · b7 чёрная пешка · e7 чёрный ферзь · f7 чёрная пешка · g7 чёрный слон · h7 чёрная пешка · c6 чёрная пешка · d6 чёрная пешка · g6 чёрная пешка · a5 чёрная пешка · c5 чёрный конь · e5 чёрный конь · c4 белая пешка · d4 белый конь · e4 белая пешка · g4 белая пешка · b3 белая пешка · c3 белый конь · f3 белая пешка · h3 белая пешка · a2 белая пешка · c2 белый ферзь · g2 белый слон · b1 белая ладья · c1 белый слон · d1 белая ладья · g1 белый король | a8 чёрная ладья · c8 чёрный слон · e8 чёрная ладья · g8 чёрный король · b7 чёрная пешка · e7 чёрный ферзь · f7 чёрная пешка · g7 чёрный слон · h7 чёрная пешка · c6 чёрная пешка · d6 чёрная пешка · g6 чёрная пешка · a5 чёрная пешка · c5 чёрный конь · e5 чёрный конь · c4 белая пешка · d4 белый конь · e4 белая пешка · g4 белая пешка · b3 белая пешка · c3 белый конь · f3 белая пешка · h3 белая пешка · a2 белая пешка · c2 белый ферзь · g2 белый слон · b1 белая ладья · c1 белый слон · d1 белая ладья · g1 белый король | a8 чёрная ладья · c8 чёрный слон · e8 чёрная ладья · g8 чёрный король · b7 чёрная пешка · e7 чёрный ферзь · f7 чёрная пешка · g7 чёрный слон · h7 чёрная пешка · c6 чёрная пешка · d6 чёрная пешка · g6 чёрная пешка · a5 чёрная пешка · c5 чёрный конь · e5 чёрный конь · c4 белая пешка · d4 белый конь · e4 белая пешка · g4 белая пешка · b3 белая пешка · c3 белый конь · f3 белая пешка · h3 белая пешка · a2 белая пешка · c2 белый ферзь · g2 белый слон · b1 белая ладья · c1 белый слон · d1 белая ладья · g1 белый король | a8 чёрная ладья · c8 чёрный слон · e8 чёрная ладья · g8 чёрный король · b7 чёрная пешка · e7 чёрный ферзь · f7 чёрная пешка · g7 чёрный слон · h7 чёрная пешка · c6 чёрная пешка · d6 чёрная пешка · g6 чёрная пешка · a5 чёрная пешка · c5 чёрный конь · e5 чёрный конь · c4 белая пешка · d4 белый конь · e4 белая пешка · g4 белая пешка · b3 белая пешка · c3 белый конь · f3 белая пешка · h3 белая пешка · a2 белая пешка · c2 белый ферзь · g2 белый слон · b1 белая ладья · c1 белый слон · d1 белая ладья · g1 белый король | a8 чёрная ладья · c8 чёрный слон · e8 чёрная ладья · g8 чёрный король · b7 чёрная пешка · e7 чёрный ферзь · f7 чёрная пешка · g7 чёрный слон · h7 чёрная пешка · c6 чёрная пешка · d6 чёрная пешка · g6 чёрная пешка · a5 чёрная пешка · c5 чёрный конь · e5 чёрный конь · c4 белая пешка · d4 белый конь · e4 белая пешка · g4 белая пешка · b3 белая пешка · c3 белый конь · f3 белая пешка · h3 белая пешка · a2 белая пешка · c2 белый ферзь · g2 белый слон · b1 белая ладья · c1 белый слон · d1 белая ладья · g1 белый король | 8 |
| 7 | a8 чёрная ладья · c8 чёрный слон · e8 чёрная ладья · g8 чёрный король · b7 чёрная пешка · e7 чёрный ферзь · f7 чёрная пешка · g7 чёрный слон · h7 чёрная пешка · c6 чёрная пешка · d6 чёрная пешка · g6 чёрная пешка · a5 чёрная пешка · c5 чёрный конь · e5 чёрный конь · c4 белая пешка · d4 белый конь · e4 белая пешка · g4 белая пешка · b3 белая пешка · c3 белый конь · f3 белая пешка · h3 белая пешка · a2 белая пешка · c2 белый ферзь · g2 белый слон · b1 белая ладья · c1 белый слон · d1 белая ладья · g1 белый король | a8 чёрная ладья · c8 чёрный слон · e8 чёрная ладья · g8 чёрный король · b7 чёрная пешка · e7 чёрный ферзь · f7 чёрная пешка · g7 чёрный слон · h7 чёрная пешка · c6 чёрная пешка · d6 чёрная пешка · g6 чёрная пешка · a5 чёрная пешка · c5 чёрный конь · e5 чёрный конь · c4 белая пешка · d4 белый конь · e4 белая пешка · g4 белая пешка · b3 белая пешка · c3 белый конь · f3 белая пешка · h3 белая пешка · a2 белая пешка · c2 белый ферзь · g2 белый слон · b1 белая ладья · c1 белый слон · d1 белая ладья · g1 белый король | a8 чёрная ладья · c8 чёрный слон · e8 чёрная ладья · g8 чёрный король · b7 чёрная пешка · e7 чёрный ферзь · f7 чёрная пешка · g7 чёрный слон · h7 чёрная пешка · c6 чёрная пешка · d6 чёрная пешка · g6 чёрная пешка · a5 чёрная пешка · c5 чёрный конь · e5 чёрный конь · c4 белая пешка · d4 белый конь · e4 белая пешка · g4 белая пешка · b3 белая пешка · c3 белый конь · f3 белая пешка · h3 белая пешка · a2 белая пешка · c2 белый ферзь · g2 белый слон · b1 белая ладья · c1 белый слон · d1 белая ладья · g1 белый король | a8 чёрная ладья · c8 чёрный слон · e8 чёрная ладья · g8 чёрный король · b7 чёрная пешка · e7 чёрный ферзь · f7 чёрная пешка · g7 чёрный слон · h7 чёрная пешка · c6 чёрная пешка · d6 чёрная пешка · g6 чёрная пешка · a5 чёрная пешка · c5 чёрный конь · e5 чёрный конь · c4 белая пешка · d4 белый конь · e4 белая пешка · g4 белая пешка · b3 белая пешка · c3 белый конь · f3 белая пешка · h3 белая пешка · a2 белая пешка · c2 белый ферзь · g2 белый слон · b1 белая ладья · c1 белый слон · d1 белая ладья · g1 белый король | a8 чёрная ладья · c8 чёрный слон · e8 чёрная ладья · g8 чёрный король · b7 чёрная пешка · e7 чёрный ферзь · f7 чёрная пешка · g7 чёрный слон · h7 чёрная пешка · c6 чёрная пешка · d6 чёрная пешка · g6 чёрная пешка · a5 чёрная пешка · c5 чёрный конь · e5 чёрный конь · c4 белая пешка · d4 белый конь · e4 белая пешка · g4 белая пешка · b3 белая пешка · c3 белый конь · f3 белая пешка · h3 белая пешка · a2 белая пешка · c2 белый ферзь · g2 белый слон · b1 белая ладья · c1 белый слон · d1 белая ладья · g1 белый король | a8 чёрная ладья · c8 чёрный слон · e8 чёрная ладья · g8 чёрный король · b7 чёрная пешка · e7 чёрный ферзь · f7 чёрная пешка · g7 чёрный слон · h7 чёрная пешка · c6 чёрная пешка · d6 чёрная пешка · g6 чёрная пешка · a5 чёрная пешка · c5 чёрный конь · e5 чёрный конь · c4 белая пешка · d4 белый конь · e4 белая пешка · g4 белая пешка · b3 белая пешка · c3 белый конь · f3 белая пешка · h3 белая пешка · a2 белая пешка · c2 белый ферзь · g2 белый слон · b1 белая ладья · c1 белый слон · d1 белая ладья · g1 белый король | a8 чёрная ладья · c8 чёрный слон · e8 чёрная ладья · g8 чёрный король · b7 чёрная пешка · e7 чёрный ферзь · f7 чёрная пешка · g7 чёрный слон · h7 чёрная пешка · c6 чёрная пешка · d6 чёрная пешка · g6 чёрная пешка · a5 чёрная пешка · c5 чёрный конь · e5 чёрный конь · c4 белая пешка · d4 белый конь · e4 белая пешка · g4 белая пешка · b3 белая пешка · c3 белый конь · f3 белая пешка · h3 белая пешка · a2 белая пешка · c2 белый ферзь · g2 белый слон · b1 белая ладья · c1 белый слон · d1 белая ладья · g1 белый король | a8 чёрная ладья · c8 чёрный слон · e8 чёрная ладья · g8 чёрный король · b7 чёрная пешка · e7 чёрный ферзь · f7 чёрная пешка · g7 чёрный слон · h7 чёрная пешка · c6 чёрная пешка · d6 чёрная пешка · g6 чёрная пешка · a5 чёрная пешка · c5 чёрный конь · e5 чёрный конь · c4 белая пешка · d4 белый конь · e4 белая пешка · g4 белая пешка · b3 белая пешка · c3 белый конь · f3 белая пешка · h3 белая пешка · a2 белая пешка · c2 белый ферзь · g2 белый слон · b1 белая ладья · c1 белый слон · d1 белая ладья · g1 белый король | 7 |
| 6 | a8 чёрная ладья · c8 чёрный слон · e8 чёрная ладья · g8 чёрный король · b7 чёрная пешка · e7 чёрный ферзь · f7 чёрная пешка · g7 чёрный слон · h7 чёрная пешка · c6 чёрная пешка · d6 чёрная пешка · g6 чёрная пешка · a5 чёрная пешка · c5 чёрный конь · e5 чёрный конь · c4 белая пешка · d4 белый конь · e4 белая пешка · g4 белая пешка · b3 белая пешка · c3 белый конь · f3 белая пешка · h3 белая пешка · a2 белая пешка · c2 белый ферзь · g2 белый слон · b1 белая ладья · c1 белый слон · d1 белая ладья · g1 белый король | a8 чёрная ладья · c8 чёрный слон · e8 чёрная ладья · g8 чёрный король · b7 чёрная пешка · e7 чёрный ферзь · f7 чёрная пешка · g7 чёрный слон · h7 чёрная пешка · c6 чёрная пешка · d6 чёрная пешка · g6 чёрная пешка · a5 чёрная пешка · c5 чёрный конь · e5 чёрный конь · c4 белая пешка · d4 белый конь · e4 белая пешка · g4 белая пешка · b3 белая пешка · c3 белый конь · f3 белая пешка · h3 белая пешка · a2 белая пешка · c2 белый ферзь · g2 белый слон · b1 белая ладья · c1 белый слон · d1 белая ладья · g1 белый король | a8 чёрная ладья · c8 чёрный слон · e8 чёрная ладья · g8 чёрный король · b7 чёрная пешка · e7 чёрный ферзь · f7 чёрная пешка · g7 чёрный слон · h7 чёрная пешка · c6 чёрная пешка · d6 чёрная пешка · g6 чёрная пешка · a5 чёрная пешка · c5 чёрный конь · e5 чёрный конь · c4 белая пешка · d4 белый конь · e4 белая пешка · g4 белая пешка · b3 белая пешка · c3 белый конь · f3 белая пешка · h3 белая пешка · a2 белая пешка · c2 белый ферзь · g2 белый слон · b1 белая ладья · c1 белый слон · d1 белая ладья · g1 белый король | a8 чёрная ладья · c8 чёрный слон · e8 чёрная ладья · g8 чёрный король · b7 чёрная пешка · e7 чёрный ферзь · f7 чёрная пешка · g7 чёрный слон · h7 чёрная пешка · c6 чёрная пешка · d6 чёрная пешка · g6 чёрная пешка · a5 чёрная пешка · c5 чёрный конь · e5 чёрный конь · c4 белая пешка · d4 белый конь · e4 белая пешка · g4 белая пешка · b3 белая пешка · c3 белый конь · f3 белая пешка · h3 белая пешка · a2 белая пешка · c2 белый ферзь · g2 белый слон · b1 белая ладья · c1 белый слон · d1 белая ладья · g1 белый король | a8 чёрная ладья · c8 чёрный слон · e8 чёрная ладья · g8 чёрный король · b7 чёрная пешка · e7 чёрный ферзь · f7 чёрная пешка · g7 чёрный слон · h7 чёрная пешка · c6 чёрная пешка · d6 чёрная пешка · g6 чёрная пешка · a5 чёрная пешка · c5 чёрный конь · e5 чёрный конь · c4 белая пешка · d4 белый конь · e4 белая пешка · g4 белая пешка · b3 белая пешка · c3 белый конь · f3 белая пешка · h3 белая пешка · a2 белая пешка · c2 белый ферзь · g2 белый слон · b1 белая ладья · c1 белый слон · d1 белая ладья · g1 белый король | a8 чёрная ладья · c8 чёрный слон · e8 чёрная ладья · g8 чёрный король · b7 чёрная пешка · e7 чёрный ферзь · f7 чёрная пешка · g7 чёрный слон · h7 чёрная пешка · c6 чёрная пешка · d6 чёрная пешка · g6 чёрная пешка · a5 чёрная пешка · c5 чёрный конь · e5 чёрный конь · c4 белая пешка · d4 белый конь · e4 белая пешка · g4 белая пешка · b3 белая пешка · c3 белый конь · f3 белая пешка · h3 белая пешка · a2 белая пешка · c2 белый ферзь · g2 белый слон · b1 белая ладья · c1 белый слон · d1 белая ладья · g1 белый король | a8 чёрная ладья · c8 чёрный слон · e8 чёрная ладья · g8 чёрный король · b7 чёрная пешка · e7 чёрный ферзь · f7 чёрная пешка · g7 чёрный слон · h7 чёрная пешка · c6 чёрная пешка · d6 чёрная пешка · g6 чёрная пешка · a5 чёрная пешка · c5 чёрный конь · e5 чёрный конь · c4 белая пешка · d4 белый конь · e4 белая пешка · g4 белая пешка · b3 белая пешка · c3 белый конь · f3 белая пешка · h3 белая пешка · a2 белая пешка · c2 белый ферзь · g2 белый слон · b1 белая ладья · c1 белый слон · d1 белая ладья · g1 белый король | a8 чёрная ладья · c8 чёрный слон · e8 чёрная ладья · g8 чёрный король · b7 чёрная пешка · e7 чёрный ферзь · f7 чёрная пешка · g7 чёрный слон · h7 чёрная пешка · c6 чёрная пешка · d6 чёрная пешка · g6 чёрная пешка · a5 чёрная пешка · c5 чёрный конь · e5 чёрный конь · c4 белая пешка · d4 белый конь · e4 белая пешка · g4 белая пешка · b3 белая пешка · c3 белый конь · f3 белая пешка · h3 белая пешка · a2 белая пешка · c2 белый ферзь · g2 белый слон · b1 белая ладья · c1 белый слон · d1 белая ладья · g1 белый король | 6 |
| 5 | a8 чёрная ладья · c8 чёрный слон · e8 чёрная ладья · g8 чёрный король · b7 чёрная пешка · e7 чёрный ферзь · f7 чёрная пешка · g7 чёрный слон · h7 чёрная пешка · c6 чёрная пешка · d6 чёрная пешка · g6 чёрная пешка · a5 чёрная пешка · c5 чёрный конь · e5 чёрный конь · c4 белая пешка · d4 белый конь · e4 белая пешка · g4 белая пешка · b3 белая пешка · c3 белый конь · f3 белая пешка · h3 белая пешка · a2 белая пешка · c2 белый ферзь · g2 белый слон · b1 белая ладья · c1 белый слон · d1 белая ладья · g1 белый король | a8 чёрная ладья · c8 чёрный слон · e8 чёрная ладья · g8 чёрный король · b7 чёрная пешка · e7 чёрный ферзь · f7 чёрная пешка · g7 чёрный слон · h7 чёрная пешка · c6 чёрная пешка · d6 чёрная пешка · g6 чёрная пешка · a5 чёрная пешка · c5 чёрный конь · e5 чёрный конь · c4 белая пешка · d4 белый конь · e4 белая пешка · g4 белая пешка · b3 белая пешка · c3 белый конь · f3 белая пешка · h3 белая пешка · a2 белая пешка · c2 белый ферзь · g2 белый слон · b1 белая ладья · c1 белый слон · d1 белая ладья · g1 белый король | a8 чёрная ладья · c8 чёрный слон · e8 чёрная ладья · g8 чёрный король · b7 чёрная пешка · e7 чёрный ферзь · f7 чёрная пешка · g7 чёрный слон · h7 чёрная пешка · c6 чёрная пешка · d6 чёрная пешка · g6 чёрная пешка · a5 чёрная пешка · c5 чёрный конь · e5 чёрный конь · c4 белая пешка · d4 белый конь · e4 белая пешка · g4 белая пешка · b3 белая пешка · c3 белый конь · f3 белая пешка · h3 белая пешка · a2 белая пешка · c2 белый ферзь · g2 белый слон · b1 белая ладья · c1 белый слон · d1 белая ладья · g1 белый король | a8 чёрная ладья · c8 чёрный слон · e8 чёрная ладья · g8 чёрный король · b7 чёрная пешка · e7 чёрный ферзь · f7 чёрная пешка · g7 чёрный слон · h7 чёрная пешка · c6 чёрная пешка · d6 чёрная пешка · g6 чёрная пешка · a5 чёрная пешка · c5 чёрный конь · e5 чёрный конь · c4 белая пешка · d4 белый конь · e4 белая пешка · g4 белая пешка · b3 белая пешка · c3 белый конь · f3 белая пешка · h3 белая пешка · a2 белая пешка · c2 белый ферзь · g2 белый слон · b1 белая ладья · c1 белый слон · d1 белая ладья · g1 белый король | a8 чёрная ладья · c8 чёрный слон · e8 чёрная ладья · g8 чёрный король · b7 чёрная пешка · e7 чёрный ферзь · f7 чёрная пешка · g7 чёрный слон · h7 чёрная пешка · c6 чёрная пешка · d6 чёрная пешка · g6 чёрная пешка · a5 чёрная пешка · c5 чёрный конь · e5 чёрный конь · c4 белая пешка · d4 белый конь · e4 белая пешка · g4 белая пешка · b3 белая пешка · c3 белый конь · f3 белая пешка · h3 белая пешка · a2 белая пешка · c2 белый ферзь · g2 белый слон · b1 белая ладья · c1 белый слон · d1 белая ладья · g1 белый король | a8 чёрная ладья · c8 чёрный слон · e8 чёрная ладья · g8 чёрный король · b7 чёрная пешка · e7 чёрный ферзь · f7 чёрная пешка · g7 чёрный слон · h7 чёрная пешка · c6 чёрная пешка · d6 чёрная пешка · g6 чёрная пешка · a5 чёрная пешка · c5 чёрный конь · e5 чёрный конь · c4 белая пешка · d4 белый конь · e4 белая пешка · g4 белая пешка · b3 белая пешка · c3 белый конь · f3 белая пешка · h3 белая пешка · a2 белая пешка · c2 белый ферзь · g2 белый слон · b1 белая ладья · c1 белый слон · d1 белая ладья · g1 белый король | a8 чёрная ладья · c8 чёрный слон · e8 чёрная ладья · g8 чёрный король · b7 чёрная пешка · e7 чёрный ферзь · f7 чёрная пешка · g7 чёрный слон · h7 чёрная пешка · c6 чёрная пешка · d6 чёрная пешка · g6 чёрная пешка · a5 чёрная пешка · c5 чёрный конь · e5 чёрный конь · c4 белая пешка · d4 белый конь · e4 белая пешка · g4 белая пешка · b3 белая пешка · c3 белый конь · f3 белая пешка · h3 белая пешка · a2 белая пешка · c2 белый ферзь · g2 белый слон · b1 белая ладья · c1 белый слон · d1 белая ладья · g1 белый король | a8 чёрная ладья · c8 чёрный слон · e8 чёрная ладья · g8 чёрный король · b7 чёрная пешка · e7 чёрный ферзь · f7 чёрная пешка · g7 чёрный слон · h7 чёрная пешка · c6 чёрная пешка · d6 чёрная пешка · g6 чёрная пешка · a5 чёрная пешка · c5 чёрный конь · e5 чёрный конь · c4 белая пешка · d4 белый конь · e4 белая пешка · g4 белая пешка · b3 белая пешка · c3 белый конь · f3 белая пешка · h3 белая пешка · a2 белая пешка · c2 белый ферзь · g2 белый слон · b1 белая ладья · c1 белый слон · d1 белая ладья · g1 белый король | 5 |
| 4 | a8 чёрная ладья · c8 чёрный слон · e8 чёрная ладья · g8 чёрный король · b7 чёрная пешка · e7 чёрный ферзь · f7 чёрная пешка · g7 чёрный слон · h7 чёрная пешка · c6 чёрная пешка · d6 чёрная пешка · g6 чёрная пешка · a5 чёрная пешка · c5 чёрный конь · e5 чёрный конь · c4 белая пешка · d4 белый конь · e4 белая пешка · g4 белая пешка · b3 белая пешка · c3 белый конь · f3 белая пешка · h3 белая пешка · a2 белая пешка · c2 белый ферзь · g2 белый слон · b1 белая ладья · c1 белый слон · d1 белая ладья · g1 белый король | a8 чёрная ладья · c8 чёрный слон · e8 чёрная ладья · g8 чёрный король · b7 чёрная пешка · e7 чёрный ферзь · f7 чёрная пешка · g7 чёрный слон · h7 чёрная пешка · c6 чёрная пешка · d6 чёрная пешка · g6 чёрная пешка · a5 чёрная пешка · c5 чёрный конь · e5 чёрный конь · c4 белая пешка · d4 белый конь · e4 белая пешка · g4 белая пешка · b3 белая пешка · c3 белый конь · f3 белая пешка · h3 белая пешка · a2 белая пешка · c2 белый ферзь · g2 белый слон · b1 белая ладья · c1 белый слон · d1 белая ладья · g1 белый король | a8 чёрная ладья · c8 чёрный слон · e8 чёрная ладья · g8 чёрный король · b7 чёрная пешка · e7 чёрный ферзь · f7 чёрная пешка · g7 чёрный слон · h7 чёрная пешка · c6 чёрная пешка · d6 чёрная пешка · g6 чёрная пешка · a5 чёрная пешка · c5 чёрный конь · e5 чёрный конь · c4 белая пешка · d4 белый конь · e4 белая пешка · g4 белая пешка · b3 белая пешка · c3 белый конь · f3 белая пешка · h3 белая пешка · a2 белая пешка · c2 белый ферзь · g2 белый слон · b1 белая ладья · c1 белый слон · d1 белая ладья · g1 белый король | a8 чёрная ладья · c8 чёрный слон · e8 чёрная ладья · g8 чёрный король · b7 чёрная пешка · e7 чёрный ферзь · f7 чёрная пешка · g7 чёрный слон · h7 чёрная пешка · c6 чёрная пешка · d6 чёрная пешка · g6 чёрная пешка · a5 чёрная пешка · c5 чёрный конь · e5 чёрный конь · c4 белая пешка · d4 белый конь · e4 белая пешка · g4 белая пешка · b3 белая пешка · c3 белый конь · f3 белая пешка · h3 белая пешка · a2 белая пешка · c2 белый ферзь · g2 белый слон · b1 белая ладья · c1 белый слон · d1 белая ладья · g1 белый король | a8 чёрная ладья · c8 чёрный слон · e8 чёрная ладья · g8 чёрный король · b7 чёрная пешка · e7 чёрный ферзь · f7 чёрная пешка · g7 чёрный слон · h7 чёрная пешка · c6 чёрная пешка · d6 чёрная пешка · g6 чёрная пешка · a5 чёрная пешка · c5 чёрный конь · e5 чёрный конь · c4 белая пешка · d4 белый конь · e4 белая пешка · g4 белая пешка · b3 белая пешка · c3 белый конь · f3 белая пешка · h3 белая пешка · a2 белая пешка · c2 белый ферзь · g2 белый слон · b1 белая ладья · c1 белый слон · d1 белая ладья · g1 белый король | a8 чёрная ладья · c8 чёрный слон · e8 чёрная ладья · g8 чёрный король · b7 чёрная пешка · e7 чёрный ферзь · f7 чёрная пешка · g7 чёрный слон · h7 чёрная пешка · c6 чёрная пешка · d6 чёрная пешка · g6 чёрная пешка · a5 чёрная пешка · c5 чёрный конь · e5 чёрный конь · c4 белая пешка · d4 белый конь · e4 белая пешка · g4 белая пешка · b3 белая пешка · c3 белый конь · f3 белая пешка · h3 белая пешка · a2 белая пешка · c2 белый ферзь · g2 белый слон · b1 белая ладья · c1 белый слон · d1 белая ладья · g1 белый король | a8 чёрная ладья · c8 чёрный слон · e8 чёрная ладья · g8 чёрный король · b7 чёрная пешка · e7 чёрный ферзь · f7 чёрная пешка · g7 чёрный слон · h7 чёрная пешка · c6 чёрная пешка · d6 чёрная пешка · g6 чёрная пешка · a5 чёрная пешка · c5 чёрный конь · e5 чёрный конь · c4 белая пешка · d4 белый конь · e4 белая пешка · g4 белая пешка · b3 белая пешка · c3 белый конь · f3 белая пешка · h3 белая пешка · a2 белая пешка · c2 белый ферзь · g2 белый слон · b1 белая ладья · c1 белый слон · d1 белая ладья · g1 белый король | a8 чёрная ладья · c8 чёрный слон · e8 чёрная ладья · g8 чёрный король · b7 чёрная пешка · e7 чёрный ферзь · f7 чёрная пешка · g7 чёрный слон · h7 чёрная пешка · c6 чёрная пешка · d6 чёрная пешка · g6 чёрная пешка · a5 чёрная пешка · c5 чёрный конь · e5 чёрный конь · c4 белая пешка · d4 белый конь · e4 белая пешка · g4 белая пешка · b3 белая пешка · c3 белый конь · f3 белая пешка · h3 белая пешка · a2 белая пешка · c2 белый ферзь · g2 белый слон · b1 белая ладья · c1 белый слон · d1 белая ладья · g1 белый король | 4 |
| 3 | a8 чёрная ладья · c8 чёрный слон · e8 чёрная ладья · g8 чёрный король · b7 чёрная пешка · e7 чёрный ферзь · f7 чёрная пешка · g7 чёрный слон · h7 чёрная пешка · c6 чёрная пешка · d6 чёрная пешка · g6 чёрная пешка · a5 чёрная пешка · c5 чёрный конь · e5 чёрный конь · c4 белая пешка · d4 белый конь · e4 белая пешка · g4 белая пешка · b3 белая пешка · c3 белый конь · f3 белая пешка · h3 белая пешка · a2 белая пешка · c2 белый ферзь · g2 белый слон · b1 белая ладья · c1 белый слон · d1 белая ладья · g1 белый король | a8 чёрная ладья · c8 чёрный слон · e8 чёрная ладья · g8 чёрный король · b7 чёрная пешка · e7 чёрный ферзь · f7 чёрная пешка · g7 чёрный слон · h7 чёрная пешка · c6 чёрная пешка · d6 чёрная пешка · g6 чёрная пешка · a5 чёрная пешка · c5 чёрный конь · e5 чёрный конь · c4 белая пешка · d4 белый конь · e4 белая пешка · g4 белая пешка · b3 белая пешка · c3 белый конь · f3 белая пешка · h3 белая пешка · a2 белая пешка · c2 белый ферзь · g2 белый слон · b1 белая ладья · c1 белый слон · d1 белая ладья · g1 белый король | a8 чёрная ладья · c8 чёрный слон · e8 чёрная ладья · g8 чёрный король · b7 чёрная пешка · e7 чёрный ферзь · f7 чёрная пешка · g7 чёрный слон · h7 чёрная пешка · c6 чёрная пешка · d6 чёрная пешка · g6 чёрная пешка · a5 чёрная пешка · c5 чёрный конь · e5 чёрный конь · c4 белая пешка · d4 белый конь · e4 белая пешка · g4 белая пешка · b3 белая пешка · c3 белый конь · f3 белая пешка · h3 белая пешка · a2 белая пешка · c2 белый ферзь · g2 белый слон · b1 белая ладья · c1 белый слон · d1 белая ладья · g1 белый король | a8 чёрная ладья · c8 чёрный слон · e8 чёрная ладья · g8 чёрный король · b7 чёрная пешка · e7 чёрный ферзь · f7 чёрная пешка · g7 чёрный слон · h7 чёрная пешка · c6 чёрная пешка · d6 чёрная пешка · g6 чёрная пешка · a5 чёрная пешка · c5 чёрный конь · e5 чёрный конь · c4 белая пешка · d4 белый конь · e4 белая пешка · g4 белая пешка · b3 белая пешка · c3 белый конь · f3 белая пешка · h3 белая пешка · a2 белая пешка · c2 белый ферзь · g2 белый слон · b1 белая ладья · c1 белый слон · d1 белая ладья · g1 белый король | a8 чёрная ладья · c8 чёрный слон · e8 чёрная ладья · g8 чёрный король · b7 чёрная пешка · e7 чёрный ферзь · f7 чёрная пешка · g7 чёрный слон · h7 чёрная пешка · c6 чёрная пешка · d6 чёрная пешка · g6 чёрная пешка · a5 чёрная пешка · c5 чёрный конь · e5 чёрный конь · c4 белая пешка · d4 белый конь · e4 белая пешка · g4 белая пешка · b3 белая пешка · c3 белый конь · f3 белая пешка · h3 белая пешка · a2 белая пешка · c2 белый ферзь · g2 белый слон · b1 белая ладья · c1 белый слон · d1 белая ладья · g1 белый король | a8 чёрная ладья · c8 чёрный слон · e8 чёрная ладья · g8 чёрный король · b7 чёрная пешка · e7 чёрный ферзь · f7 чёрная пешка · g7 чёрный слон · h7 чёрная пешка · c6 чёрная пешка · d6 чёрная пешка · g6 чёрная пешка · a5 чёрная пешка · c5 чёрный конь · e5 чёрный конь · c4 белая пешка · d4 белый конь · e4 белая пешка · g4 белая пешка · b3 белая пешка · c3 белый конь · f3 белая пешка · h3 белая пешка · a2 белая пешка · c2 белый ферзь · g2 белый слон · b1 белая ладья · c1 белый слон · d1 белая ладья · g1 белый король | a8 чёрная ладья · c8 чёрный слон · e8 чёрная ладья · g8 чёрный король · b7 чёрная пешка · e7 чёрный ферзь · f7 чёрная пешка · g7 чёрный слон · h7 чёрная пешка · c6 чёрная пешка · d6 чёрная пешка · g6 чёрная пешка · a5 чёрная пешка · c5 чёрный конь · e5 чёрный конь · c4 белая пешка · d4 белый конь · e4 белая пешка · g4 белая пешка · b3 белая пешка · c3 белый конь · f3 белая пешка · h3 белая пешка · a2 белая пешка · c2 белый ферзь · g2 белый слон · b1 белая ладья · c1 белый слон · d1 белая ладья · g1 белый король | a8 чёрная ладья · c8 чёрный слон · e8 чёрная ладья · g8 чёрный король · b7 чёрная пешка · e7 чёрный ферзь · f7 чёрная пешка · g7 чёрный слон · h7 чёрная пешка · c6 чёрная пешка · d6 чёрная пешка · g6 чёрная пешка · a5 чёрная пешка · c5 чёрный конь · e5 чёрный конь · c4 белая пешка · d4 белый конь · e4 белая пешка · g4 белая пешка · b3 белая пешка · c3 белый конь · f3 белая пешка · h3 белая пешка · a2 белая пешка · c2 белый ферзь · g2 белый слон · b1 белая ладья · c1 белый слон · d1 белая ладья · g1 белый король | 3 |
| 2 | a8 чёрная ладья · c8 чёрный слон · e8 чёрная ладья · g8 чёрный король · b7 чёрная пешка · e7 чёрный ферзь · f7 чёрная пешка · g7 чёрный слон · h7 чёрная пешка · c6 чёрная пешка · d6 чёрная пешка · g6 чёрная пешка · a5 чёрная пешка · c5 чёрный конь · e5 чёрный конь · c4 белая пешка · d4 белый конь · e4 белая пешка · g4 белая пешка · b3 белая пешка · c3 белый конь · f3 белая пешка · h3 белая пешка · a2 белая пешка · c2 белый ферзь · g2 белый слон · b1 белая ладья · c1 белый слон · d1 белая ладья · g1 белый король | a8 чёрная ладья · c8 чёрный слон · e8 чёрная ладья · g8 чёрный король · b7 чёрная пешка · e7 чёрный ферзь · f7 чёрная пешка · g7 чёрный слон · h7 чёрная пешка · c6 чёрная пешка · d6 чёрная пешка · g6 чёрная пешка · a5 чёрная пешка · c5 чёрный конь · e5 чёрный конь · c4 белая пешка · d4 белый конь · e4 белая пешка · g4 белая пешка · b3 белая пешка · c3 белый конь · f3 белая пешка · h3 белая пешка · a2 белая пешка · c2 белый ферзь · g2 белый слон · b1 белая ладья · c1 белый слон · d1 белая ладья · g1 белый король | a8 чёрная ладья · c8 чёрный слон · e8 чёрная ладья · g8 чёрный король · b7 чёрная пешка · e7 чёрный ферзь · f7 чёрная пешка · g7 чёрный слон · h7 чёрная пешка · c6 чёрная пешка · d6 чёрная пешка · g6 чёрная пешка · a5 чёрная пешка · c5 чёрный конь · e5 чёрный конь · c4 белая пешка · d4 белый конь · e4 белая пешка · g4 белая пешка · b3 белая пешка · c3 белый конь · f3 белая пешка · h3 белая пешка · a2 белая пешка · c2 белый ферзь · g2 белый слон · b1 белая ладья · c1 белый слон · d1 белая ладья · g1 белый король | a8 чёрная ладья · c8 чёрный слон · e8 чёрная ладья · g8 чёрный король · b7 чёрная пешка · e7 чёрный ферзь · f7 чёрная пешка · g7 чёрный слон · h7 чёрная пешка · c6 чёрная пешка · d6 чёрная пешка · g6 чёрная пешка · a5 чёрная пешка · c5 чёрный конь · e5 чёрный конь · c4 белая пешка · d4 белый конь · e4 белая пешка · g4 белая пешка · b3 белая пешка · c3 белый конь · f3 белая пешка · h3 белая пешка · a2 белая пешка · c2 белый ферзь · g2 белый слон · b1 белая ладья · c1 белый слон · d1 белая ладья · g1 белый король | a8 чёрная ладья · c8 чёрный слон · e8 чёрная ладья · g8 чёрный король · b7 чёрная пешка · e7 чёрный ферзь · f7 чёрная пешка · g7 чёрный слон · h7 чёрная пешка · c6 чёрная пешка · d6 чёрная пешка · g6 чёрная пешка · a5 чёрная пешка · c5 чёрный конь · e5 чёрный конь · c4 белая пешка · d4 белый конь · e4 белая пешка · g4 белая пешка · b3 белая пешка · c3 белый конь · f3 белая пешка · h3 белая пешка · a2 белая пешка · c2 белый ферзь · g2 белый слон · b1 белая ладья · c1 белый слон · d1 белая ладья · g1 белый король | a8 чёрная ладья · c8 чёрный слон · e8 чёрная ладья · g8 чёрный король · b7 чёрная пешка · e7 чёрный ферзь · f7 чёрная пешка · g7 чёрный слон · h7 чёрная пешка · c6 чёрная пешка · d6 чёрная пешка · g6 чёрная пешка · a5 чёрная пешка · c5 чёрный конь · e5 чёрный конь · c4 белая пешка · d4 белый конь · e4 белая пешка · g4 белая пешка · b3 белая пешка · c3 белый конь · f3 белая пешка · h3 белая пешка · a2 белая пешка · c2 белый ферзь · g2 белый слон · b1 белая ладья · c1 белый слон · d1 белая ладья · g1 белый король | a8 чёрная ладья · c8 чёрный слон · e8 чёрная ладья · g8 чёрный король · b7 чёрная пешка · e7 чёрный ферзь · f7 чёрная пешка · g7 чёрный слон · h7 чёрная пешка · c6 чёрная пешка · d6 чёрная пешка · g6 чёрная пешка · a5 чёрная пешка · c5 чёрный конь · e5 чёрный конь · c4 белая пешка · d4 белый конь · e4 белая пешка · g4 белая пешка · b3 белая пешка · c3 белый конь · f3 белая пешка · h3 белая пешка · a2 белая пешка · c2 белый ферзь · g2 белый слон · b1 белая ладья · c1 белый слон · d1 белая ладья · g1 белый король | a8 чёрная ладья · c8 чёрный слон · e8 чёрная ладья · g8 чёрный король · b7 чёрная пешка · e7 чёрный ферзь · f7 чёрная пешка · g7 чёрный слон · h7 чёрная пешка · c6 чёрная пешка · d6 чёрная пешка · g6 чёрная пешка · a5 чёрная пешка · c5 чёрный конь · e5 чёрный конь · c4 белая пешка · d4 белый конь · e4 белая пешка · g4 белая пешка · b3 белая пешка · c3 белый конь · f3 белая пешка · h3 белая пешка · a2 белая пешка · c2 белый ферзь · g2 белый слон · b1 белая ладья · c1 белый слон · d1 белая ладья · g1 белый король | 2 |
| 1 | a8 чёрная ладья · c8 чёрный слон · e8 чёрная ладья · g8 чёрный король · b7 чёрная пешка · e7 чёрный ферзь · f7 чёрная пешка · g7 чёрный слон · h7 чёрная пешка · c6 чёрная пешка · d6 чёрная пешка · g6 чёрная пешка · a5 чёрная пешка · c5 чёрный конь · e5 чёрный конь · c4 белая пешка · d4 белый конь · e4 белая пешка · g4 белая пешка · b3 белая пешка · c3 белый конь · f3 белая пешка · h3 белая пешка · a2 белая пешка · c2 белый ферзь · g2 белый слон · b1 белая ладья · c1 белый слон · d1 белая ладья · g1 белый король | a8 чёрная ладья · c8 чёрный слон · e8 чёрная ладья · g8 чёрный король · b7 чёрная пешка · e7 чёрный ферзь · f7 чёрная пешка · g7 чёрный слон · h7 чёрная пешка · c6 чёрная пешка · d6 чёрная пешка · g6 чёрная пешка · a5 чёрная пешка · c5 чёрный конь · e5 чёрный конь · c4 белая пешка · d4 белый конь · e4 белая пешка · g4 белая пешка · b3 белая пешка · c3 белый конь · f3 белая пешка · h3 белая пешка · a2 белая пешка · c2 белый ферзь · g2 белый слон · b1 белая ладья · c1 белый слон · d1 белая ладья · g1 белый король | a8 чёрная ладья · c8 чёрный слон · e8 чёрная ладья · g8 чёрный король · b7 чёрная пешка · e7 чёрный ферзь · f7 чёрная пешка · g7 чёрный слон · h7 чёрная пешка · c6 чёрная пешка · d6 чёрная пешка · g6 чёрная пешка · a5 чёрная пешка · c5 чёрный конь · e5 чёрный конь · c4 белая пешка · d4 белый конь · e4 белая пешка · g4 белая пешка · b3 белая пешка · c3 белый конь · f3 белая пешка · h3 белая пешка · a2 белая пешка · c2 белый ферзь · g2 белый слон · b1 белая ладья · c1 белый слон · d1 белая ладья · g1 белый король | a8 чёрная ладья · c8 чёрный слон · e8 чёрная ладья · g8 чёрный король · b7 чёрная пешка · e7 чёрный ферзь · f7 чёрная пешка · g7 чёрный слон · h7 чёрная пешка · c6 чёрная пешка · d6 чёрная пешка · g6 чёрная пешка · a5 чёрная пешка · c5 чёрный конь · e5 чёрный конь · c4 белая пешка · d4 белый конь · e4 белая пешка · g4 белая пешка · b3 белая пешка · c3 белый конь · f3 белая пешка · h3 белая пешка · a2 белая пешка · c2 белый ферзь · g2 белый слон · b1 белая ладья · c1 белый слон · d1 белая ладья · g1 белый король | a8 чёрная ладья · c8 чёрный слон · e8 чёрная ладья · g8 чёрный король · b7 чёрная пешка · e7 чёрный ферзь · f7 чёрная пешка · g7 чёрный слон · h7 чёрная пешка · c6 чёрная пешка · d6 чёрная пешка · g6 чёрная пешка · a5 чёрная пешка · c5 чёрный конь · e5 чёрный конь · c4 белая пешка · d4 белый конь · e4 белая пешка · g4 белая пешка · b3 белая пешка · c3 белый конь · f3 белая пешка · h3 белая пешка · a2 белая пешка · c2 белый ферзь · g2 белый слон · b1 белая ладья · c1 белый слон · d1 белая ладья · g1 белый король | a8 чёрная ладья · c8 чёрный слон · e8 чёрная ладья · g8 чёрный король · b7 чёрная пешка · e7 чёрный ферзь · f7 чёрная пешка · g7 чёрный слон · h7 чёрная пешка · c6 чёрная пешка · d6 чёрная пешка · g6 чёрная пешка · a5 чёрная пешка · c5 чёрный конь · e5 чёрный конь · c4 белая пешка · d4 белый конь · e4 белая пешка · g4 белая пешка · b3 белая пешка · c3 белый конь · f3 белая пешка · h3 белая пешка · a2 белая пешка · c2 белый ферзь · g2 белый слон · b1 белая ладья · c1 белый слон · d1 белая ладья · g1 белый король | a8 чёрная ладья · c8 чёрный слон · e8 чёрная ладья · g8 чёрный король · b7 чёрная пешка · e7 чёрный ферзь · f7 чёрная пешка · g7 чёрный слон · h7 чёрная пешка · c6 чёрная пешка · d6 чёрная пешка · g6 чёрная пешка · a5 чёрная пешка · c5 чёрный конь · e5 чёрный конь · c4 белая пешка · d4 белый конь · e4 белая пешка · g4 белая пешка · b3 белая пешка · c3 белый конь · f3 белая пешка · h3 белая пешка · a2 белая пешка · c2 белый ферзь · g2 белый слон · b1 белая ладья · c1 белый слон · d1 белая ладья · g1 белый король | a8 чёрная ладья · c8 чёрный слон · e8 чёрная ладья · g8 чёрный король · b7 чёрная пешка · e7 чёрный ферзь · f7 чёрная пешка · g7 чёрный слон · h7 чёрная пешка · c6 чёрная пешка · d6 чёрная пешка · g6 чёрная пешка · a5 чёрная пешка · c5 чёрный конь · e5 чёрный конь · c4 белая пешка · d4 белый конь · e4 белая пешка · g4 белая пешка · b3 белая пешка · c3 белый конь · f3 белая пешка · h3 белая пешка · a2 белая пешка · c2 белый ферзь · g2 белый слон · b1 белая ладья · c1 белый слон · d1 белая ладья · g1 белый король | 1 |
|   | a | b | c | d | e | f | g | h |   |

Белые создали прочные пешечные цепи на королевском (е4—f3—g4—h3) и ферзевом (а2—b3—с4) флангах. Ходом 1. ... f5! чёрные подрывают пешечные устои белых на королевском фланге. 2.ef (лучше было 2.Се3, хотя и в этом случае позиционный перевес у чёрных) 2. ... gf 3.gf Ked3! 4.Л:d3 К:d3 5.Ф:d3 Фе1+ 6.Cf1 Фg3+ 7.Кph1 Ле1! 8.Се3 Ф:h3+ 9.Kpg1 Фg3+ 10.Kph1 Фh4+ 11.Kpg2 Л:е3 12.Ф:е3 С:d4, и чёрные выиграли. 